# 吴景旭
吳景旭（1611年—？），字旦生，一字又旦，號仁山，浙江湖州府歸安縣人，明末清初詩人。

## 生平
生於萬曆三十九年（1611年）。入清不仕。康熙二十九年（1690年）尚在世。

## 著作
著有《南山堂自訂詩》、《歷代詩話》八十卷。

## 家族
子吳光，順治十八年（1661年）辛丑科探花。